# 普勒俄涅
普勒俄涅（希臘語：Πληιόνη，後為Πλειόνη；/ˈplaɪəniː/）是三千位俄刻阿尼得斯寧芙女神的其中之一。根據奧維德的紀年表（《Fasti》），她是俄刻阿诺斯及特提斯的女兒。她住於希臘南部的阿耳卡狄亚的基利尼山（Mount Kyllini；又作庫勒涅山，Mount Cyllene）。她嫁予阿特拉斯，並誕下、許阿斯、卡呂普索、許阿得斯七姊妹及普勒阿得斯七姊妹。

## 外部連結
- （英文）Theoi Project—普勒俄涅 （页面存档备份，存于）